# Dusona terebrator
Dusona terebrator är en stekelart som först beskrevs av Forster 1868.  Dusona terebrator ingår i släktet Dusona och familjen brokparasitsteklar. Arten är reproducerande i Sverige. Utöver nominatformen finns också underarten D. t. postpetiolata.